# プーギー
プーギー（PUGEE）とはカプコンのハンティングアクションゲーム「モンスターハンターシリーズ」に登場する仔豚のキャラクター。

## 概要
初めは行商バアさんについてきて登場し引き取るように主人公に頼んでくる。頼みを引き受けるとプーギーを撫で、うまく音楽のタイミングを合わせてボタンを押すと主人公に懐き、以降主人公の家にとどまる。引き取った後も撫でることができ、同様のタイミングでボタンを押すと、主人公についてくるようになる。ただし撫ですぎると怒ってどこかへと行ってしまい、クエストをクリア、もしくは失敗するまで戻って来なくなる。
モンスターハンター2、3、3Gでは名前を付けることが可能。
モンスターハンターポータブル3rd、モンスターハンター3、3Gでは持ち運ぶことができ特定の場所で下すと、様々なリアクションを見せるようになる。

### 生態
性別は雌。好物はキノコ類とサツマノイモ（後述）。怒らせるととても怖いとのこと。
アニメ「モンハン日記 ぎりぎりアイルー村 アイルー危機一髪」では常にニャミィのそばにいる。性格は他のみんなを下僕とみなすなど腹黒い。

## ぽかぽかアイルー村
プーギーパークを開設するため園長がプーギーを連れてくるよう頼んでくる。好物の「サツマノイモ」を長屋に置くと翌日やってくる。一定数集めるとプーギーパークが開設し、集めたプーギーで「プーギーレース」を行なうことができる。開設後もゲーム内で数日たつと特定の場所に現れ、プーギーパークに連れてくることでレースに出せるプーギーが増える。
ぽかぽかアイルー村Gでは、「プーギー畑」にも登場。ここでは、プーギーが畑を掘り起こすことでアイテムが手に入るが、やる気のない状態だと大したアイテムは出なくなる。

### 登場するプーギー
（）内は原作ゲーム、もしくは定義上の衣装の名前
- ベビー（はだかの王様）
- シマシマ（思い出ストライプ）
- ウーリー（緑と黒の衝撃）
- モッフン（マフモフウォーマー）
- モーモ（魅惑のピンク）
- プラック（ドスプーギー）
- エンジー（天使のレオタード）
- メーメイ（眠りを誘う白）
- ケロケロ（カエルのマーチ）
- サッタン（ブラックハニー）
- コロナー
- レックス（ティガレックス）
- タルル
- アップル - プーギー畑に登場。またがって村内を散策することはできない。
- クレナイ（純真クレナイ） - ダウンロード特典で手に入る。
- ブンブン（ブンブンビー） - ダウンロード特典で手に入る。
- リボン（ハローキティ） - ダウンロード特典で手に入る。
- プーファン - このキャラクターのみブルファンゴである。

## 衣装
最初のプーギーは「はだかの王様」という衣装を着ているが、条件を満たしたり、ダウンロード特典などで衣装が手に入る。

## グッズ
カプコンからアイルー同様にグッズ展開されており、ぬいぐるみやストラップなどが発売されている。